# Flugplatz Oerlinghausen

i7
i11
i13
Der als Sonderlandeplatz klassifizierte Flugplatz Oerlinghausen (ICAO-Code: EDLO) liegt im Kreis Lippe in Ostwestfalen-Lippe nahe der Stadt Bielefeld. Mit 25.000 bis 30.000 Segelflugstarts pro Jahr gehört Oerlinghausen zu den größten Segelflugplätzen weltweit. Es finden sich dort Motorsegler, Ultraleicht-, Motor- und Modellflugzeuge,  Gleitschirme und Ballone. Insgesamt sind am Flugplatz 13 Vereine beheimatet. Im Jahr 1953 fand hier erstmalig die Deutsche Segelflugmeisterschaft statt.

## Infos

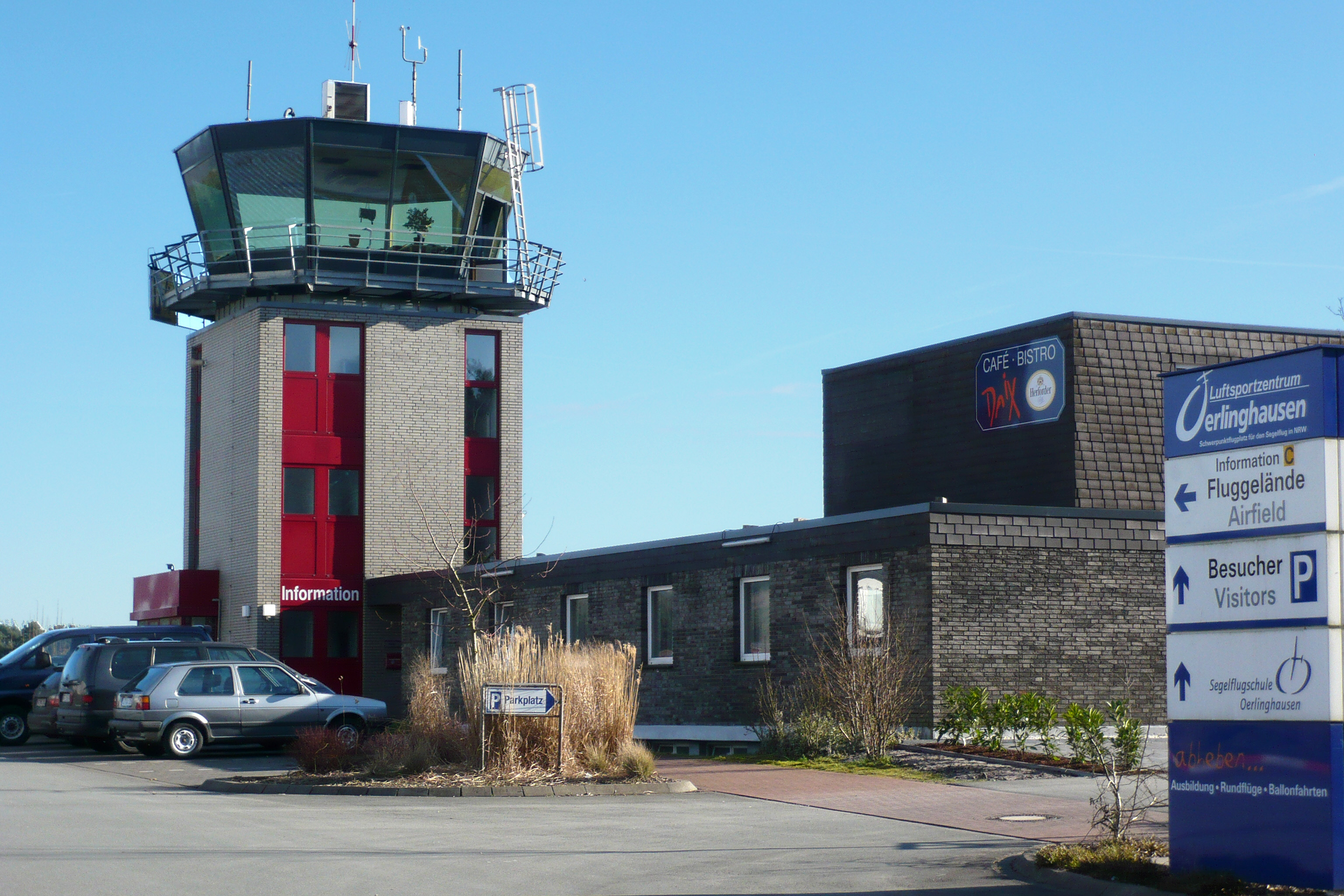
Tower auf dem Flugplatz Oerlinghausen

Der Flugplatz Oerlinghausen wird betrieben von der Flugplatzgemeinschaft e. V. Oerlinghausen, kurz: FGOe, dem Zusammenschluss der 13 am Flugplatz Oerlinghausen Luftsport betreibenden, eingetragenen und als gemeinnützig anerkannten Vereine. Die FGOe besteht seit 1952, in den Mitgliedsvereinen betreiben ca. 900 Mitglieder Luftsport. Es sind mehr als 100 Segelflugzeuge in Oerlinghausen stationiert.
Die Vereine sind in der gesamten Region Ostwestfalen-Lippe beheimatet.
Der Flugplatz Oerlinghausen wurde in der Luftfahrtkonzeption des Landes NRW als „Schwerpunktflugplatz für den Segelflug“ festgeschrieben, er ist „Landesleistungsstützpunkt für die Sportart Segelflug“ und über den Verein „Segelflugschule“, der als internationale Luftsportschule Aus- und Weiterbildung in festen Lehrgängen durchführt, Landesleistungszentrum mit Bundesnutzung für den Luftsport.
Am Flugplatz Oerlinghausen werden mehr als 50.000 Flugbewegungen im Jahr gezählt. Gestartet wird in der Flugsaison (März bis Oktober) auf fünf separaten Windenschleppstellen, dazu kommen Segelflugstarts im Flugzeugschlepp.

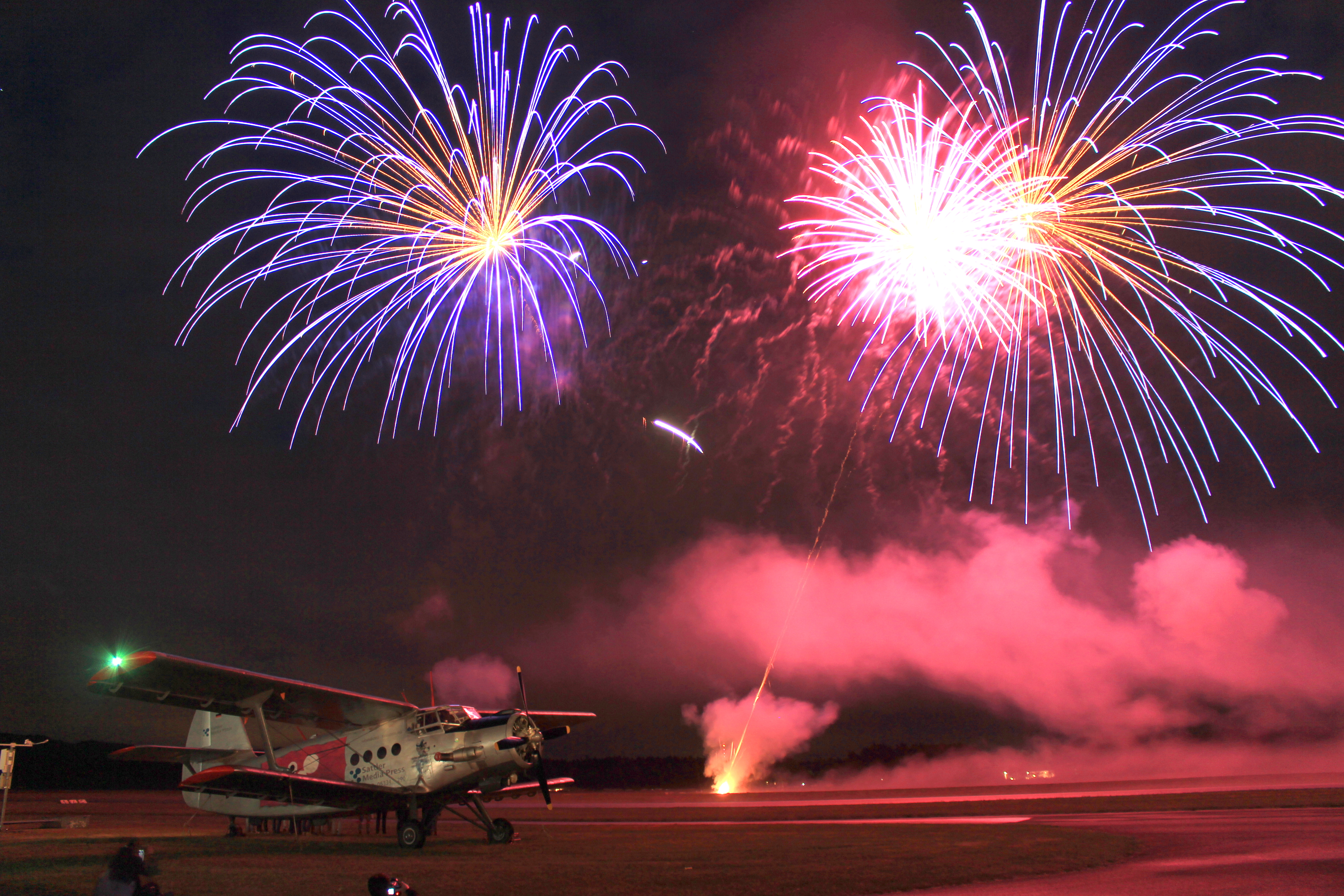
Feuerwerk während des Flugplatzfestes 2018, im Vordergrund eine Antonow An-2T

Motorsegler, Ultraleichtflugzeuge, Drachen, Gleitschirme, Modellflugzeuge und Heißluftballone tragen zum Erreichen der o.a. Bewegungszahlen bei, einige leichte Motorflugzeuge sind ebenfalls hier zu Hause.
Die Fläche des als Flugplatz genutzten Geländes beträgt ca. 650.000 m², die Liegenschaft ist Eigentum der Flugplatzgemeinschaft. Als Flugbetriebsflächen werden ca. 80.000 m² genutzt.
Der Flugplatz Oerlinghausen ist beliebtes Ausflugsziel in der Region. Es können Einführungsflüge in den verschiedenen Luftsportarten durchgeführt werden. Eine Gaststätte sorgt für die Bewirtung der Gäste, ausreichende Parkfläche ist ebenfalls vorhanden.
Die am Flugplatz Oerlinghausen ansässige Segelflugschule führt in Kooperation mit der Offizierschule der Luftwaffe die Ausbildung von Offizieranwärtern zum Segelflugzeugführer durch.

## Vereine

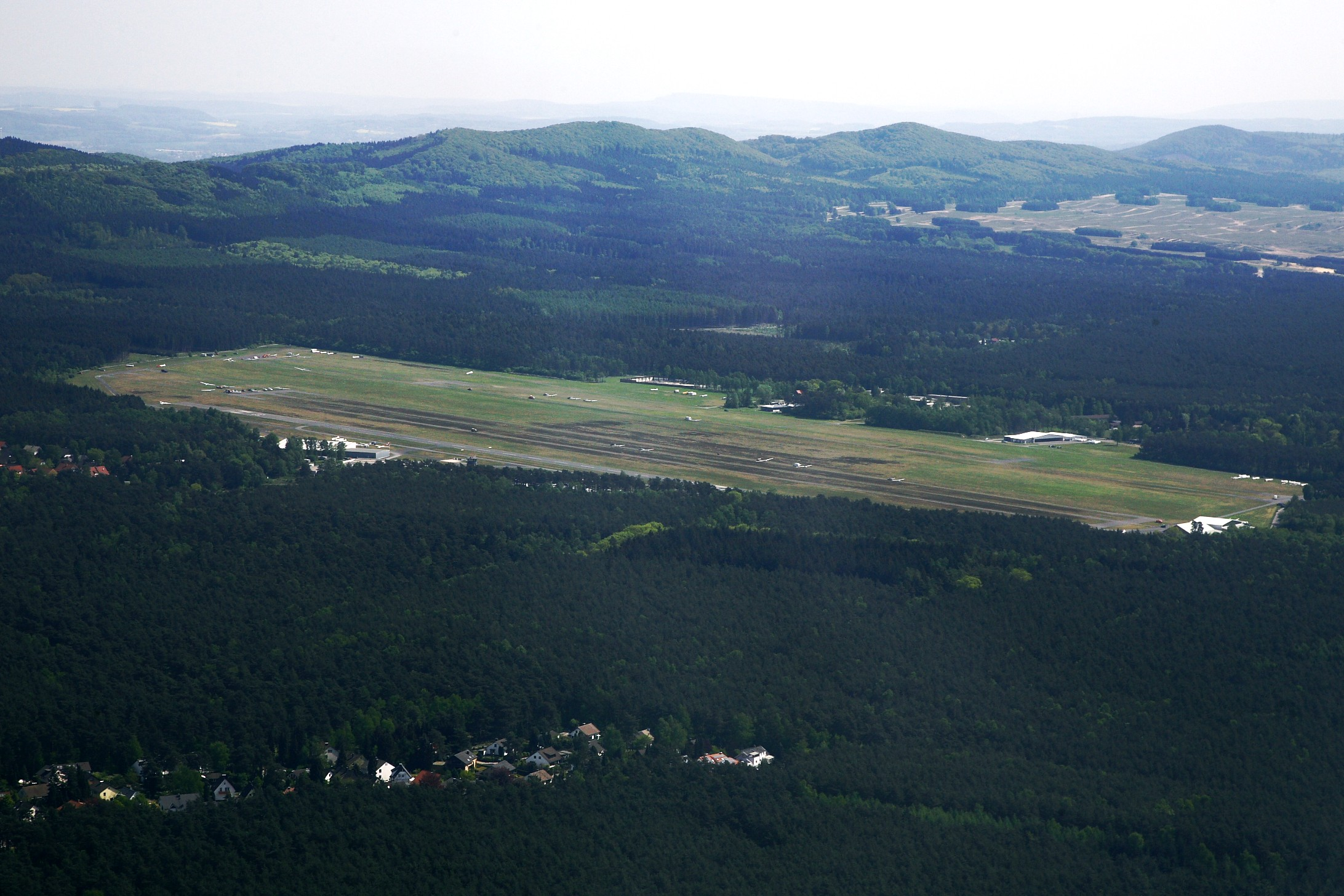
Luftbild vom Flugplatz Oerlinghausen, im Hintergrund der Teutoburger Wald

- Segelflugschule Oerlinghausen e. V.
- LSG Beckum-Oelde-Ahlen
- Akaflieg Bielefeld
- FV Gütersloh
- FSV Rheda
- FSV Ravensberg
- Herforder Verein für Luftfahrt e. V.
- LFG Lippe
- LSV Wiedenbrück
- LSV Bad Salzuflen
- Segelflugverein (SFV) Oerlinghausen e. V.
- Verein für Segelflug 'Wittekind' Enger e. V.
- Ultraleichtflugschule[4]